# Herdorf
Herdorf – miasto w Niemczech, w kraju związkowym Nadrenia-Palatynat, w powiecie Altenkirchen, wchodzi w skład gminy związkowej Herdorf-Daaden.
1 lipca 2014 miasto przyłączono do gminy związkowej Daaden, której nazwę zmieniono na Herdorf-Daaden.